# Sabaudus
Sabaudus (seltener auch Sebaldus, Sebaud) († vor 620) war um 614 (Erz-)Bischof von Trier.
Er hatte einen germanischen Hintergrund und stammte möglicherweise aus Burgund. Vermutlich auf Betreiben von Königin Brunichild wurde er vor 614 Bischof in Trier. Bezeugt ist er durch seine Teilnahme an einer Synode in Paris zur Wiederherstellung der Einheit des Frankenreiches unter Chlothar II. Dabei wird er unter den Metropoliten des Reiches aufgeführt.
Er gilt als Heiliger. Sein Festtag ist der 26. November. Zu Beginn des 12. Jahrhunderts wurde er im Verzeichnis der Gesta Treverorum erwähnt. Balduin von Trier nahm ihn um 1345 in seinen Festkalender auf.